# Per Sunding
Per Øgle Sunding ( * 1937 - ) es un botánico noruego. Trabaja en el Museo y Jardín botánico de Oslo.

## Algunas publicaciones
- 1981. Additions to the Vascular Flora of the Cape-Verde Islands South Atlantic 2. García De Orta Serie de Botánica 5, 31-46
- 2003. Christen Smith’s diary from the Canary Islands and his importance for the Canarian botany[1]

### Libros
- Hansen, A; P Sunding. Flora of Macaronesia. Ed. Universitet i Oslo, Botanisk hage og Museum. 295 pp.

- La abreviatura «Sunding» se emplea para indicar a Per Sunding como autoridad en la descripción y clasificación científica de los vegetales.[2]